# Шарезје
Шарезје (фр. Charézier) насеље је и општина у источној Француској у региону Франш-Конте, у департману Јура која припада префектури Лон ле Соније.
По подацима из 2011. године у општини је живело 144 становника, а густина насељености је износила 15,55 становника/km². Општина се простире на површини од 9,26 km². Налази се на средњој надморској висини од 482 метара (максималној 609 m, а минималној 434 m).

## Демографија
| 1962. | 1968. | 1975. | 1982. | 1990. | 1999. | 2011. |
| ----- | ----- | ----- | ----- | ----- | ----- | ----- |
| 139   | 140   | 110   | 104   | 116   | 139   | 144   |

График промене броја становника у току последњих година